# Chlorotherion
Chlorotherion is een kevergeslacht uit de familie van de boktorren (Cerambycidae). De wetenschappelijke naam van het geslacht werd voor het eerst geldig gepubliceerd in 1962 door Zajciw.

## Soorten
Chlorotherion omvat de volgende soorten:
- Chlorotherion consimilis Zajciw, 1962
- Chlorotherion punctatus M.L. Monné, 1998